# Каса Пиа
Каса Пиа (на португалски: Casa Pia Atlético Clube - Атлетически клуб Каса Пиа), е португалски спортен клуб от град Лисабон. Домакинските си срещи играе на стадион Пина Маник. Освен футбол, клуба развива и секция по баскетбол, футзал, вдигане на тежести, карате, тенис на маса, спортен риболов, борба, хокей, хандбал и гимнастика.. 

## История
Клубът е основан от група ентусиасти на 3 юли 1920 г.. Клубът приема името на едноименната детска благотворителна организация, създадена с указ на кралица Мария I през 1780 г. . Отборът е известен с факта, че играчът на „Каса Пиа“ Кандидо де Оливейра е капитан в дебютния международен мач на националния отбор на Португалия срещу отбора на Испания, който се провежда в Мадрид на 18 декември 1921 г. В него португалците губят от домакините с 1:3..

## Успехи
- Лига Сагреш
  - 8-мо място (1):
- Купа на Португалия:
  - 1/4 финалист (1):
- Терсейра лига (Серия Е)
  -  Шампион (1): 2003/04
- Шампионат на Португалия (Четвърта дивизия)
  -  Шампион (1): 2018/19
- Регионален шампионат на Лисабон
  -  Шампион (1): 1920/21
  -  Вицешампион (2): 1922/23, 1923/24
- АФ Лисабон 1 дивизия на честта
  -  Шампион (1): 2007/08
- АФ Лисабон 2 дивизия
  -  Шампион (3): 1964/65, 1966/67, 1982/83
- Купа на Лисабон:
  -  Носител (1): 1920/21
- Суперкупа на Лисабон:
  -  Носител (1): 2008
- 3 дивизия Купа на честта на Лисабон:
  -  Носител (1): 1968/69

## Български футболисти
- Андриан Краев: 2024/25 (26 мача - 1 гол)